# Banya (Cameroun)
Pour les articles homonymes, voir Banya.
Banya est un village du Cameroun situé dans l’arrondissement (commune) de Njikwa, dans le département de Momo et dans la Région du Nord-Ouest.

## Géographie

### Climat
Banya possède un climat de savane avec hiver sec. La température moyenne annuelle est de 26,1 °C et les précipitations moyennes annuelles sont de 1 534,4 mm.

## Population
Lors du recensement de 2005, on a dénombré 487 habitants à Banya, dont 231 hommes et 256 femmes.